# Prince Plaza
Le Prince Plaza est un gratte-ciel en construction à Shenzhen en Chine. Il s'élèvera à 205 mètres. Son achèvement est prévu pour 2019. 